# Sei Naga Lawan
Sei Naga Lawan is een bestuurslaag in het regentschap Serdang Bedagai van de provincie Noord-Sumatra, Indonesië. Sei Naga Lawan telt 2816 inwoners (volkstelling 2010).